# Magnus Suenson
Magnus Nicolaj Suenson (29. januar 1875 på Anneberg – 20. juni 1955 i Ordrup) var en dansk skibsreder. Han var handelsminister i det kortlivede ministerium Liebe under Påskekrisen 1920.
Han var søn af forpagter Jean André Suenson (1838–1915) og Louise Augusta Jespersen (1846–1925).
Han blev gift 16. marts 1898 i Østofte med Maria Philippa Reinholdine Garde (15. december 1872 på Frederiksberg – 16. november 1944 i Gentofte), adoptivdatter af sognepræst i Valløby og Tårnby Carl Ludvig Mogens Garde (1839-1916) og Rasmine (Minna) Friboline Garde (1838-1898).
Han er begravet på Mariebjerg Kirkegård.
| Efterfulgte: Christopher Hage | Minister for Handel og Søfart 30. marts 1920 - 5. april 1920 | Efterfulgtes af: H.P. Prior |